# 比洛采爾基夫齊 (博布羅維齊亞區)
50°38′2″N 31°36′44″E / 50.63389°N 31.61222°E
比洛采爾基夫齊（烏克蘭語：Білоцерківці）是位於烏克蘭北部切爾尼戈夫州裏尼任區的村莊，始建於1650年，面積2.62平方公里，海拔高度128米，2006年人口490，人口密度每平方公里187.02人。